# Longuenoë
Longuenoë ist eine Ortschaft und eine ehemalige französische Gemeinde mit 105 Einwohnern (Stand: 1. Januar 2022) im Département Orne in der Region Normandie. Sie gehörte zum Arrondissement Alençon und zum Kanton Magny-le-Désert.
Mit Wirkung vom 1. Januar 2019 wurden die früheren Gemeinden Fontenai-les-Louvets, Livaie, Longuenoë und Saint-Didier-sous-Écouves zur Commune nouvelle L’Orée-d’Écouves zusammengeschlossen und haben in der neuen Gemeinde den Status einer Commune déléguée. Der Verwaltungssitz befindet sich im Ort Livaie.

## Geographie
Ortschaften in der Nachbarschaft von Longuenoë sind Saint-Didier-sous-Écouves im Norden, Livaie im Osten, La Roche-Mabile im Süden und Saint-Ellier-les-Bois im Westen.

## Bevölkerungsentwicklung
| Jahr                      | 1962 | 1968 | 1975 | 1982 | 1990 | 1999 | 2007 |
| Einwohner                 | 115  | 87   | 85   | 93   | 85   | 110  | 119  |
| Quelle: Cassini und INSEE |      |      |      |      |      |      |      |